# Franz Sonner

Franz Sonner

Franz Joseph Sonner (* 13. August 1879 in Zähringen bei Freiburg; † 29. September 1946 in Balingen) war ein deutscher Politiker (Zentrum).

## Leben und Wirken
Nach dem Besuch der Volksschule wurde Sonner an der Handelsschule ausgebildet. Später wurde er Direktor der Landeswirtschaftsstelle für die badische Handwerk AG und Direktor der Badische Landesgewerbebank AG (Zentralstelle der badischen Kreditgenossenschaften).
Politisch engagierte Sonner sich in der katholischen Zentrumspartei, in der er zu den Anhängern von Joseph Wirth zählte. Von Dezember 1924 bis Mai 1928 saß Sonner als Abgeordneter im Reichstag, in dem er den Wahlkreis 32 (Baden) vertrat. Außerdem war er Mitglied des Stadtrates von Karlsruhe.
Im August 1937 wurde Sonner unter dem Vorwurf Unterschlagungen begangen zu haben verhaftet. Die nationalsozialistische Propaganda nutzte dies, um ihn in polemisch-ironischen Angriffen öffentlich als „feinen Zentrumspolitiker“ vorzuführen.

## Schriften
- Zentrum und Mittelstand. Die Tätigkeit der Zentrumsfraktion in Handwerkerfragen im Reichstag im Jahr 1926, Karlsruhe 1927.